# Diana Mocanu
Diana Mocanu (Rumania, 19 de julio de 1984) es una nadadora rumana retirada especializada en pruebas de estilo espalda, donde consiguió ser campeona olímpica en 2000 en los 100 y 200 metros.

## Carrera deportiva
En los Juegos Olímpicos de Sídney 2000 ganó la medalla de oro en los 100 metros estilo espalda, con un tiempo de 1:00.21 segundos que fue récord olímpico, por delante de la japonesa Mai Nakamura y la española Nina Zhivanevskaya; asimismo ganó el oro en los 200 metros espalda, con un tiempo de 2:08.16 segundos que fue récord nacional rumano, por delante de la francesa Roxana Maracineanu y la japonesa Miki Nakao.